# I Show Speed
Darren Jason Watkins Jr. (engelskt uttal: [ˈdɑːrən ˈwɑːtkɪnz ˈʤuːnjə]), född 21 januari 2005 i  Cincinnati, Ohio, mer känd under sitt onlinealias I Show Speed, stiliserat som IShowSpeed, eller helt enkelt Speed, är en amerikansk Youtubare vars innehåll är baserat på underhållnings- och komedifilmer relaterade till datorspel, fotboll och internetkultur. Watkins enorma popularitet på Youtube och omfattande mediabevakning gjorde honom till en av de mest effektfulla innehållsskaparna och personligheter som kommit från internet. Trots att han varit en kontroversiell figur på grund av hans allmänt publicerade juridiska problem, har han framställts i media som en ledande figur på YouTube. 2022 beskrev Kotakus webbplats honom som "en av de mest anmärkningsvärda och snabbast växande streamarna" på den audiovisuella plattformen.
Född och uppvuxen i Cincinnati, USA, registrerade Watkins sitt "I Show Speed"-konto 2019, och laddade främst upp action-videospel. Hans kanal upplevde en betydande tillväxt under de följande åren och var en av de snabbast växande kanalerna under 2022. Hans innehållsstil förgrenade sig till vloggar, spel och musikvideor och blev alltmer föremål för kontroverser i media. Han blev ett stort internetfenomen efter att han började prata om Cristiano Ronaldo i sina videor. 2022 utsågs han till årets breakout-streamer vid det 12:e streamy-utmärkelsen. I juli 2024 hade hans kanal över 27 miljoner prenumeranter och totalt mer än 2,5 miljarder antal visningar. Den 28 januari 2025 utnämndes han som borgmästare för en timma i den peruanska huvudstaden Lima (av borgmästaren själv). Detta skedde i samband med att Watkins besökte staden under en runtresa i Sydamerika.